# Man's Best Friend
O Melhor Amigo do Homem (do inglês: Man's Best Friend) é um controverso episódio da série animada de televisão Ren & Stimpy, que foi proibido pela Nickelodeon por conter cenas de agressão. Neste episódio, Ren e Stimpy são adotados por George Liquor, que deseja torná-los campeões, para apresentações em shows de exibição.
Este foi planeado para ser exibido no canal Nickelodeon em 22 de agosto de 1992 (ao lado de seu episódio irmão "Ren's Toothache"), no entanto, foi cortado antes de ir ao ar. Mas anos depois, foi exibido em 23 de junho de 2003, no Ren & Stimpy Só Para Adultos. Também foi relançado no box contendo os episódios da primeira e segunda temporada.

## Sinopse
George Liquor observa um petshop, onde Ren e Stimpy estão dormindo, quando teve a ideia de adotá-los como animais de estimação.
Ao chegar em casa, ele os apresenta à nova morada: um aquário do qual um peixe dourado foi expulso. No dia seguinte, Ren e Stimpy acordam e encontram George Liquor vestido como um rude sargento, com a intenção de treiná-los para serem animais de estimação perfeitos, onde a primeira lição é o treinamento em casa, fazendo-se um empurrão em um jornal: Ren falha, mas Stimpy facilmente faz seus negócios enquanto lê sobre deslizamentos de terra. Ele recebe como recompensa um tratamento de cachorro em forma de charuto.
Em seguida, eles são ensinados disciplina, onde primeiramente precisam desobedecer; George Liquor diz-lhes para não chegarem próximo do sofá, então instruiu-os a fazer exatamente isso para que possam ser punidos. Quando ele começa a ficar enfurecido por não seguirem suas ordens, Ren enlouquece e cai no chão soluçando, e Stimpy aterrorizado se joga no sofá como George havia instruído, apenas para ser punido. Em vez disso, George elogia-o por seguir as ordens e dá-lhe outro agrado para cães. Então George pede Ren para pedir-lhe punição. Mas George insiste que Ren é muito "suave" para punição e, ao invés disso, dá a ele 20 dólares e diz a ele para levar o carro e ver um filme também. Ren aponta que o peixe já pegou o carro e parece que George vai ficar furioso. Em vez disso, ele dá a Ren outros 20 dólares por ser uma boca inteligente.
Por fim, ele os ensina a proteger seu "mestre". Mas antes de aprenderem a defender, eles precisam aprender a atacar. Vestindo um terno acolchoado, ele incita os dois a atacá-lo. Stimpy se recusa, porque George é seu "bondoso e querido mestre", mas Ren, que está farto de George Liquor e de seu tratamento, pega um remo e começa a espancá-lo, para o terror de Stimpy. Mais uma vez, Ren espera que George fique enfurecido, em vez disso, se impressiona, o chama de campeão e produz guloseimas em forma de charuto para todos eles.[carece de fontes?] O episódio termina com os três dançando com os doces em forma de charuto presos entre os dentes.

## Controvérsias
O episódio "Man's Best Friend" causou polémica entre empresários da Nickelodeon, devido à cena onde Ren espanca George Liquor com um remo, e também devido ao conteúdo de tabagismo. Porém não foi só esse episódio que gerou polémica e censura, houve também um episódio que foi censurado e apenas mostrado em VHS pelo próprio criador, que sugeria a homossexualidade entre os protagonistas. Esse episódio também gerou fúria aos funcionários e criticaram Kricfalusi por isso mesmo. No total, dois episódios foram censurados antes da demissão do criador, por conotação sexual e abuso de violência. 
Além disso, durante o começo dos anos 90, vários funcionários sentiam-se incomodados em trabalharem no estúdio Spümcø por conta do comportamento estranho de John Kricfalusi (o criador), que acabou por ser demitido do seu próprio programa em 1992 e os restantes funcionários foram transferidos para a Games Production.

## Produção
Diretores: Kelly Armstrong, Bob Jaques, John Kricfalusi, Vincent Waller;
Escritores: Bob Camp, Michael Kerr, John Kricfalusi, John Kricfalusi, John Kricfalusi, Richard Pursel, Vincent Waller, Vincent Waller;
Produtores: Kelly Armstrong, Jessica Beirne, Eric Gardner, Bob Jaques, Taesoo Kim, Kevin Kolde, John Kricfalusi.